# Thomas Roberts Ferguson
Pour les articles homonymes, voir Thomas Ferguson et Ferguson.
Thomas Roberts Ferguson (décembre 1818-15 septembre 1879) est un homme politique canadien de l'Ontario. Il est député fédéral conservateur de la circonscription ontarienne de Cardwell de 1867 à 1872 et député provincial conservateur de la circonscription de Simcoe-Sud de 1867 à 1873.

## Biographie
Né à Drumcor dans le comté de Cavan en Irlande, Ferguson immigre au Canada avec sa famille dans les années 1830. Établie à Cookstown, il devient agriculteur et marchand. Membre de l'Ordre d'Orange, il en devient le grand-maître en 1858. Ferguson sert aussi comme membre du conseil du canton d'Innisfield de 1852 à 1873, entre autres comme préfet pendant 18 ans.
Élu représentant de Simcoe-Sud à l'Assemblée législative de la province du Canada en 1858 et y demeure jusqu'à la Confédération.
Il sert aussi comme officier dans la milice locale et comme lieutenant-colonel en 1865. Il participe à la défense contre les raids féniens.
Forcé de démissionner en raison de problème de santé, dont les conséquences du coup à la tête reçu alors qu'il tentait de s'interposer dans une joute politique à Bradford (en). Il devient douanier à Collingwood, mais est démis en 1876 avec l'arrivée des libéraux au gouvernement. Ferguson meurt à Cookstown en 1879.
Sa nièce, Emily Murphy, est une militante féministe et figure des Célèbres cinq.